# Мијава
Мијава (слч. Myjava, мађ. Miava) град је у Словачкој, у оквиру Тренчинског краја.

## Географија
Мијава је смештена у западном делу државе, близу границе са Чешком (7 километара северно од града). Главни град државе, Братислава, налази се 110 km јужно од града.
Рељеф: Мијава се развила у области побрђа између Малих Карпата на југу и Белих Карпата на северу. Надморска висина града је око 320 m.
Клима: Клима у Мијави је умерено континентална.
Воде: У области Мијаве протиче више потока.

## Историја
Људска насеља на овом простору датирају још из праисторије. Насеље под данашњим именом први пут се спомиње 1586. године. Током следећих векова град је био у саставу Угарске као обласно трговиште. у другој половини 18. века кренуло је исељавање Словака из Мијаве и околине у јужни Банат, у тадашњој Угарској. У револуцији 1848/49. насеље је било седиште словачке народне скупштине.
Крајем 1918. године. Мијава је постала део новоосноване Чехословачке. У време комунизма град је нагло индустријализован, па је дошло до наглог повећања становништва. После осамостаљења Словачке град је постао њено обласно средиште, али је дошло и до проблема везаних за преструктурирање привреде.
Једна од градских четврти је Тура Лука.

## Становништво
| Година:    | 1994.  | 2004.   | 2014.   | 2024.    |
| ---------- | ------ | ------- | ------- | -------- |
| Број људи: | 13 244 | 12 884  | 12 042  | 10 453   |
| Разлика:   |        | -2,71 % | -6,53 % | -13,19 % |

| Година:    | 2023.  | 2024.   |
| ---------- | ------ | ------- |
| Број људи: | 10 547 | 10 453  |
| Разлика:   |        | -0,89 % |

Данас Мијава има нешто мање од 10.547 становника и последњих година број становника опада.
Етнички састав: По попису из 2001. године састав је следећи:
- Словаци - 95,5%,
- Чеси - 1,5%,
- Роми - 0,4%,
- остали.

Верски састав: По попису из 2001. године састав је следећи:
- лутерани - 51,4%,
- атеисти - 28,2%,
- римокатолици - 14,2%,
- остали.

## Галерија
- Поглед на Мијаву
- Римокатоличка црква
- Лутеранска црква
- Лутеранска црква - Тура Лука
- Градски хотел
- Мијава зими